# Rudolf Schnyder
Rudolf Schnyder, né le 22 août 1919 et mort le 30 décembre 2000, est un tireur sportif suisse.

## Palmarès

### Jeux olympiques
- 1948 à Londres
  -  Médaille d'argent en pistolet à 50m [1]